# 경주 분황사 화쟁국사비부
경주 분황사 화쟁국사비부(慶州 芬皇寺 和諍國師碑趺)는 대한민국 경상북도 경주시 구황동, 분황사 내의 우물 옆에 놓여 있는 것으로, 원효대사를 기리는 비의 받침돌이다.1979년 1월 25일 경상북도의 유형문화재 제97호로 지정되었다.

## 개요
분황사 내의 우물 옆에 놓여 있는 것으로, 원효대사를 기리는 비의 받침돌이다.
낮은 직육면체의 모습을 하고 있는데, 네 모서리가 떨어져 나가 많이 훼손되었다. 윗면에는 비를 꽂아두기 위한 홈이 파 놓았고, 옆면에는 옅은 안상(眼象)을 새겼다.
고려 명종대(1170∼1197) 한문준이 건립한 화쟁국사비의 대석이 남아있는데, 원효대사를 위한 비석이나 시호(諡號 : 죽은 이의 덕을 기리어 붙여주는 호)가 없음을 애석하게 여긴 왕이 '대성화쟁국사(大聖和諍國師)'라는 시호를 내리고 비석을 세우도록 하였다. 오랫동안 방치되어 오다가 김정희가 절 근처에서 발견하여 이를 확인하는 글귀를 받침돌에 새겨두었다. 비는 임진왜란 후까지도 보존되었으나, 지금은 이 받침돌만이 남아있다.

## 같이 보기
- 분황사
- 원효대사

## 참고 문헌
- 분황사화쟁국사비부 - 국가유산청 국가유산포털